# Liste der Monuments historiques in Romillé
Die Liste der Monuments historiques in Romillé führt die Monuments historiques in der französischen Gemeinde Romillé auf.

## Liste der Bauwerke
| Bezeichnung          | Beschreibung | Standort | Kennzeichnung | Schutzstatus | Datum | Bild           |
| -------------------- | ------------ | -------- | ------------- | ------------ | ----- | -------------- |
| Château de Perronnay | Schloss      | (Lage)   | PA00090760    | Inscrit      | 1948  | weitere Bilder |

## Liste der Objekte
| Bezeichnung                                | Beschreibung            | Standort                       | Kennzeichnung | Schutzstatus | Datum | Bild           |
| ------------------------------------------ | ----------------------- | ------------------------------ | ------------- | ------------ | ----- | -------------- |
| Bleiglasfenster: Leben des heiligen Martin | 16. Jahrhundert         | in der Kirche St-Martin (Lage) | PM35000515    | Classé       | 1906  | weitere Bilder |
| Weihwasserbecken                           | Granit, 15. Jahrhundert | in der Kirche St-Martin (Lage) | PM35000514    | Classé       | 1906  |                |